# Джекс, Гарри
Гарри Джекс (англ. Harry Jacks) при рождении Герман Джекелес (англ. Herman Jekeles, 5 августа 1908, Дубовцы, Австро-Венгрия — 19 августа 1994, Хейвлок-Норт, Новая Зеландия) — новозеландский солдат, ученый, ботаник-фитопатолог, лектор.

## Биография
Родился в селе Дубовцах, Австро-Венгрия, в семье евреев. Ребенком пережил Первую мировую войну. После войны учился в школе, а на каникулах, узнавал о растениеводстве и животноводстве на семейной ферме. Он начал учиться в университете в 1926 году и получил некоторую военную подготовку. С 1928 года изучал сельское хозяйство в Университете Нанси во Франции, который окончил в 1932—1933 с диплом. После возвращения на родину, которая уже была в составе Румынии, он работал в сельском и лесном хозяйстве. В конце 1930-х годов с угрозой войны он оставил свою родину. Герман Джекелес прибыл в Новую Зеландию 12 июня 1939 года. Он поселился в Хокс-Бей и купил небольшую ферму в Te Мата. 4 августа он изменил свое имя на Гарри Джекс. В следующем месяце в университете Новой Зеландии, ему присвоили степень бакалавра сельскохозяйственных наук в знак признания его французского диплома. Шесть месяцев спустя он получил степень магистра сельскохозяйственной науки. В конце 1939 года он вошел в состав бюро исследований завода DSIR в Окленде.
Его произведения и стихи были опубликованы при его выходе на пенсию. Гарри Джекс умер в Хейвлок-Норт 19 августа 1994 года.